# Waleran I. od Lignyja
Waleran I. (? - 5. 6. 1288.) bio je lord Lignyja, Roussyja i La Rochea. 
Njegova je majka bila Margareta od Bara, kći grofa Henrika II. od Bara. Waleranov je otac bio grof Henrik V. Plavokosi.
Waleran je nakon 1272. oženio Ivanu de Beauvoir. Ovo je popis njihove djece:
- Henrik II. od Lignyja
- Waleran II. od Lignyja
- Filipa
- Elizabeta
- Margareta, časna sestra
- Marija (?), žena Ivana van Gistela (? - 1346.)

Walerana je naslijedio Henrik, a njega Waleran II.